# Абадин (Португалия)
Абадин (порт. Abadim) — район (фрегезия) в Португалии, входит в округ Брага. Является составной частью муниципалитета Кабесейраш-де-Башту. Находится в составе крупной городской агломерации Большое Минью. По старому административному делению входил в провинцию Минью. Входит в экономико-статистический субрегион Аве, который входит в Северный регион. Население составляет 668 человек на 2001 год. Занимает площадь 14,93 км².
Устав города дарован ему королём Мануэлем I 12 октября 1514 г. Покровителем района считается Георгий Победоносец (порт. São Jorge).